# チェイス (バンド)
チェイス（Chase）は、アメリカのブラス・ロック、ジャズ・ロック・バンドである。

## キャリア
ビル・チェイスを中心に1970年に結成。ビルの本名は「Williams Edward Chiaiese」(イタリア系のファミリーネームでキアイースと発音する)であったが、父ジョンが発音しやすく、綴りも簡単な「Chase」に変えた。
第1期のメンバーは、ビルの他、テッド・ピアースフィールド（Ted Piercefield）、アラン・ウェア（Alan Ware）、ジェリー・ヴァン・ブレア（Jerry Van Blair）（以上トランペット）、フィル・ポーター（Phil Porter：キーボード）、エンジェル・サウス（Angel South：ギター）、デニス・ジョンソン（Dennis Johnson：ベース）、ジェイ・ベリド（Jay Burrid：パーカッション）、テリー・リチャーズ（Terry Richards：ボーカル）。テッド・ピアースフィールドやヴァン・ブレアがボーカルを担当することもあった。第2期ではテリー・リチャーズが、GG・シン（GG Shinn：ボーカル）に交代した。
第3期のメンバーはトランペットがビルの他、ジェイ・ソーレンバーガー（Jay Sollenberger）、ジョー・モーリセイ（Joe Morrissey）、ジム・オァッツ（Jim Oatts）、キーボードがウォーリー・ヤーン（Wally Yohn）、ギターがジョン・エマ（John Emma）、ベース&ボーカルがダーティニァン・ブラウン（Dartanyan Brown）、パーカッションがウォルター・クラーク（Walter Clark）。ボーカルは第1期から引き続きテリー・リチャーズが担当することもあった。
ビルはウディ・ハーマンなどのビッグバンドのトランペット奏者として活動していた経歴を持つ。1971年にデビューし、デビュー曲の「黒い炎」（原題：Get It On）はビルボードで24位まで上昇するヒットになった。ファースト・アルバムも22位まで上がり、40万枚のヒットとなったことで、チェイスは、シカゴ、ブラッド・スウェット&ティアーズに続くブラス・ロックの旗手として名を上げた。
特異なのはブラス・セクションが「トランペットのみの4人編成」という点である。このためブラスの音は従来のバンドよりも、かなりの技術を要するトランペットの高音に特徴があり、またラテン・パーカッションもバンドの音楽を、パッションに満ちたものにしていた。
ファースト・アルバム『追跡』が、1971年に全米アルバム・チャート22位まで上昇し、26週間チャート・インするという成功を収めた。だが、セカンド・アルバム『ギリシャの神々 (エニア)』の収録中、家族との時間を大切にしたいなどの理由でメンバーが次々と離脱。セカンド・アルバム発表後、結成2年を待たずしてバンドは解散する。
解散後2年を経てビルは1974年にメンバーを一新して再度グループを結成、ジャズ色をさらに強めた3枚目のアルバム『復活』を発表して精力的にライブ活動を開始するが、同年8月9日にツアー中の飛行機が墜落し、ビル及び新加入のメンバーのウォーリー・ヤーン、ウォルター・クラーク、ジョン・エマの計4名が死亡。バンドは消滅した。ビルは39歳だった。
なお、事故機に搭乗せずバスで移動して難を逃れたジム・ピートリックが、『復活』でベースを担当していたデニス・ジョンソンを誘って結成したグループが、映画『ロッキー3』のテーマ「アイ・オブ・ザ・タイガー」で知られるサバイバー（生存者）である。
日本では「黒い炎」がヒットしたに留まらず、チェイスはヒットの規模以上のインパクトを与え、そのサウンドは何人もの作曲家、歌手に大きな影響を与えた。「黒い炎」を和田アキ子がライブでカバーとしたほか、筒美京平作曲・編曲の欧陽菲菲「恋の追跡（ラブ・チェイス）」、馬飼野康二による和田アキ子「古い日記」、西城秀樹「情熱の嵐」などが挙げられる。1987年にはTOPSが「黒い炎」をカヴァーした。
『復活』に収録されたインストルメンタル「ボッチャワ」（原題：Bochawa）は、日本テレビの『テレビ三面記事 ウィークエンダー』などで使用され、日本独自のシングルとして「黒い炎」と共にリリースされた。

## ディスコグラフィ

### アルバム
- 『追跡』 - Chase (1971年、Epic)
- 『ギリシャの神々 (エニア)』 - Ennea (1972年、Epic)
- 『復活』 - Pure Music (1974年、Epic)
- Watch Closely Now (1977年、Churchill)
- Listen To Her Sing (1996年、Seeley Music Productions)
- Live Forever (1998年、The Hallmark Chase Group)
- The Concert Series Volume 1 (2001年、The Hallmark Chase Group)
- The Concert Series Volume 2 (2001年、The Hallmark Chase Group)
- The Concert Series Volume 3 (2001年、The Hallmark Chase Group)
- Chase: Live 2010 (2010年、Metronome Media Group)

## 日本公演
1972年4月に来日し、日本武道館、愛知県体育館、大阪府立体育館でライブを行っている。